# جان دولان (بازیکن فوتبال، زاده ۱۹۶۸)
جان دولان (انگلیسی: John Doolan؛ زادهٔ ۱۰ نوامبر ۱۹۶۸) بازیکن فوتبال اهل بریتانیا است.
از باشگاه‌هایی که در آن بازی کرده‌است می‌توان به باشگاه فوتبال اشتون یونایتد، باشگاه فوتبال ویگان اتلتیک، باشگاه فوتبال آکرینگتون استنلی، و باشگاه فوتبال بارو اشاره کرد.